# Schoeniparus
Genre
Schoeniparus est un genre de passereaux asiatiques de la famille des Pellorneidae.

## Liste des espèces
D'après la classification de référence (version 11.1, 2020) du Congrès ornithologique international (ordre phylogénique), ce genre contient les sept espèces suivantes :
- Schoeniparus cinereus (Blyth, 1847), Alcippe à gorge jaune ou Pseudominla à gorge jaune
- Schoeniparus castaneceps (Hodgson, 1837), Alcippe à tête marron ou Pseudominla à tête marron
- Schoeniparus klossi  (Delacour & Jabouille, 1931), Alcippe de Kloss ou Pseudominla de Kloss
- Schoeniparus variegaticeps (Yen, 1932), Alcippe à front jaune ou Pseudominla à front jaune
- Schoeniparus rufogularis (Mandelli, 1873), Alcippe à gorge rousse ou Pseudominla à gorge rousse
- Schoeniparus dubius (Hume, 1874), Alcippe à calotte rouille ou Pseudominla à calotte rouille
- Schoeniparus brunneus (Gould, 1863), Alcippe de Gould ou Pseudominla de Gould

## Classification
Le nom valide complet (avec auteur) de ce taxon est Schoeniparus Hume, 1874.
Ces espèces étaient initialement classées dans le genre Alcippe, mais des études génétiques ont montré qu'elles étaient suffisamment éloignées des autres membres de ce genre pour qu'un nouveau genre soit créé pour les y ranger.